# Kamienica przy ulicy Józefa Dietla 52 w Krakowie
Kamienica przy ulicy Józefa Dietla 52 – zabytkowa kamienica znajdująca się w Krakowie, w dzielnicy I przy ulicy Józefa Dietla, na Stradomiu.
Kamienica została wzniesiona w latach 1875–1877 według projektu architektów Stefana Żołdani oraz Leopolda Tlachny. W 1890 roku budynek został przebudowany według projektu Nachmana Kopalda. W 1897 roku ponownie odbyła się przebudowa kamienicy, wykonana pod projektem Beniamina Torbego. W latach 1932–1934 odbyła się trzecia przebudowa kamienicy według projektu Edwarda Skawińskiego. Około 1969 roku odbył się remont budynku.
7 lipca 1988 kamienica została wpisana do rejestru zabytków. Znajduje się także w gminnej ewidencji zabytków.